# Aeroportul Kawthaung
Aeroportul Kawthaung (IATA: KAW, ICAO: VYKT) este un aeroport din Kawthaung⁠(d), Kawthaung Township⁠(d), Kawthaung District⁠(d), Tanintharyi Region⁠(d), Myanmar ce deservește zona Kawthaung⁠(d). A fost numit după zona deservită.
Situat la o altitudine de 12 m, aeroportul dispune de o singură pistă.